# Overland Storage

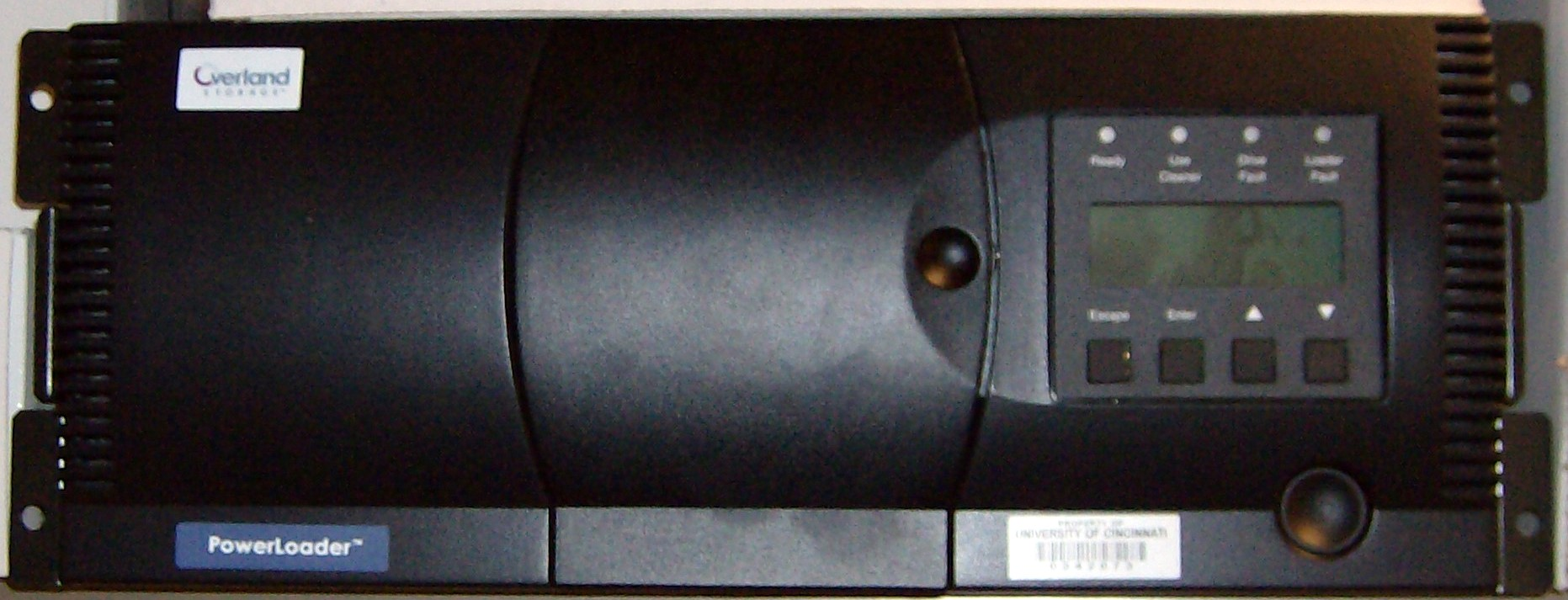
Uma unidade de fita PowerLoader da Overland Storage.

A Overland Storage é uma empresa de tecnologia da informação estadunidense, fundada em 1980 em San Diego, Califórnia. Conhecida como Overland Data até junho de 2002, a empresa fabrica bibliotecas de fitas robóticas e equipamentos de armazenamento de dados em geral. A Overland originalmente produzia acionadores de 9 trilhas compatíveis com o padrão IBM. Em janeiro de 2000, a Overland adquiriu a Tecmar e sua linha de pequenas unidades de fita, incluindo as marcas WangTek e WangDAT.
Atualmente, a Overland Storage produz uma linha de Virtual Tape Libraries (linha de produtos REO), bibliotecas de fitas físicas (linha de produtos NEO) e armazenamento secundário em dispositivos Fibre channel (linha de produtos ULTAMUS).